# Caponina chilensis
Espèce
Caponina chilensis est une espèce d'araignées aranéomorphes de la famille des Caponiidae.

## Distribution
Cette espèce est endémique du Chili. Elle se rencontre dans les régions d'Antofagasta, de Coquimbo, de Valparaiso et de Santiago.

## Description
Caponina chilensis compte six yeux. Le mâle holotype mesure 4,12 mm et la femelle 4,99 mm.

## Étymologie
Son nom d'espèce, composé de  chil[e] et du suffixe latin -ensis, « qui vit dans, qui habite », lui a été donné en référence au lieu de sa découverte, le Chili.

## Publication originale
- Platnick, 1994 : A revision of the spider genus Caponina (Araneae, Caponiidae). American Museum Novitates, no 3100, p. 1-15 (texte intégral).